# 勒羅伊鎮區 (伊利諾伊州布恩縣)
勒羅伊鎮區（英語：Leroy Township）是位於美國伊利諾伊州布恩縣的一個行政鎮區。

## 地方資料
根據2010年美國人口普查的數據，勒羅伊鎮區的面積為81.00平方千米，當中陸地面積為81.00平方千米，而水域面積為0.00平方千米。當地共有人口485人，而人口密度為每平方千米5.99人。